# Sakdrisi

Part del jaciment de Sakdrisi

Protesta "Salva Sakdrisi" a Tiflis

Sakdrisi, també conegut com a Sakdrisi-Kachagiani (en georgià: საყდრისი-ყაჩაღიანი), és una mina d'or i un jaciment arqueològic que conté una mina prehistòrica, situada al sud de la regió de Kvemo Kartli, entre el jaciment neolític d'Arunkhlo i el jaciment paleolític de Dmanisi.(1)

## Història
Del 2004 al 2011, un grup de científics georgians i alemanys hi feren recerques a gran escala, datant-lo de principis del mil·lenni III abans de la nostra era, o de la segona meitat del mil·lenni IV ae, i això la faria una de les mines d'or més antigues conegudes del món. El 2013, el govern de Geòrgia llevà al jaciment l'estatus de Monument cultural, que li havia estat conferit al 2006 perquè l'empresa minera RMG extragués or en l'àrea més àmplia on es troba Sakdrisi, la qual cosa va provocar protestes d'acadèmics i ecologistes. RMG hi començà obres fins al desembre del 2014, i això provocà més protestes dels partits polítics d'oposició i els ecologistes. La decisió fou condemnada per l'Església ortodoxa de Geòrgia i desaprovada pel president Giorgui Margvelaixvili, però la defensava pel primer ministre Irakli Garibashvili. El 25 de desembre del 2014, el Parlament de Geòrgia aprovà una proposta per a establir una comissió parlamentària de recerca ad hoc per a investigar els fets de Sakdrisi, però el 4 de març del 2015 la coalició governant Somni Georgià va bloquejar la recerca per negar-se a votar per una composició de la comissió.